# Vianna da Motta International Music Competition
O Vianna da Motta International Music Competition, Festival de Piano foi constituído em 1957 em Lisboa em honra de José Vianna da Motta pelo seu aluno Sequeira Costa, que era o presidente. Com uma média de quinze conceituados júries. Entre elas figuras bem conhecidas, tais como Nadia Boulanger, Jacques Février, Aldo Ciccolini, Hans Graf, Vladimir Krainev, Arturo Benedetti Michelangeli, Friedrich Gulda, Ernesto  Halfter, Lev Oborin, Camargo Guarnieri, Samson François, Walter Hendl, Nikita Magaloff, Federico Mompou, Jakov Zak, Maria Tipo, Henryk Szeryng, Lev Vlasenko, Paul Badura-Skoda, Malcolm Frager, Elmar Oliveira, e Lazar Berman.
A edição inaugural foi vencida por Naum Shtarkman.
O Concurso é membro da Federação Mundial dos Concursos Internacionais de Música.
É realizado regularmente desde 1964.
| Ano  | Premiados            | Premiados            | Premiados            | Premiados          |
| 1957 | 1º Prémio            | 2º Prémio            | 3º Prémio            |                    |
| ---- | -------------------- | -------------------- | -------------------- | ------------------ |
|      | Naum Shtarkman       | Gleb Axelrod         | Milosz Magin         |                    |
| 1964 | 1º Prémio (Ex aequo) | 2º Prémio            | 3º Prémio            |                    |
|      | Nelson Freire        | Sergio Valera        | Igor Khudoley        |                    |
|      | Vladimir Krainev     |                      |                      |                    |
| 1966 | 1º Prémio            | 2º Prémio (Ex aequo) | 3º Prémio            |                    |
|      | Não Atribuído        | Albert Atenelle      | Cecilio Tieles       |                    |
|      |                      | John Owens           |                      |                    |
| 1968 | 1º Prémio (Ex aequo) | 2º Prémio            | 3º Prémio            |                    |
|      | Farhad Badalbeyli    | Não Atribuído        | Georges Pludermacher |                    |
|      | Viktoria Postnikova  |                      |                      |                    |
| 1971 | 1º Prémio            | 2º Prémio            | 3º Prémio            |                    |
|      | Não Atribuído        | Roland Keller        | Emanuel Ax           |                    |
| 1975 | 1º Prémio (Ex aequo) | 2º Prémio            | 3º Prémio            |                    |
|      | Teofils Biķis        | Não Atribuído        | Rusudan Khuntsaria   |                    |
|      | William de Van       |                      |                      |                    |
| 1979 | 1º Prémio            | 2º Prémio            | 3º Prémio            |                    |
|      | Arutyun Papazyan     | Vagui Papian         | Andreas Pistorious   |                    |
| 1983 | 1º Prémio            | 2º Prémio (Ex aequo) | 3º Prémio            |                    |
|      | Não Atribuído        | Florent Boffard      | Suzanne Grützmann    |                    |
|      |                      | Pedro Burmester      |                      |                    |
| 1987 | 1º Prémio            | 2º Prémio            | 3º Prémio            |                    |
|      | Artur Pizarro        | Elisso Bolkvadze     | Ian Munro            |                    |
| 1991 | 1º Prémio            | 2º Prémio            | 3º Prémio            |                    |
|      | Não Atribuído        | Igor Kamenz          | Não Atribuído        |                    |
| 1997 | 1º Prémio            | 2º Prémio            | 3º Prémio (Ex aequo) |                    |
|      | Tao Chang            | Jill Lawson          | Maria Rostotsky      |                    |
|      |                      |                      | Christian Seibert    |                    |
| 1999 | 1º Prémio            | 2º Prémio            | 3º Prémio            |                    |
|      | Amir Tebenikhin      | Richard Raymond      | Pyotr Dmitriev       |                    |
| 2001 | 1º Prémio            | 2º Prémio            | 3º Prémio            | 4º Prémio          |
|      | Não Atribuído        | Nami Ejiri           | Javier Perianes      | Ferenc Vizi        |
|      | 5º Prémio            | 6º Prémio            | 7º Prémio            |                    |
|      | Arta Arnicane        | Aleksey Chernov      | Albert Mamriev       |                    |
| 2004 | 1º Prémio            | 2º Prémio            | 3º Prémio            | 4º Prémio          |
|      | Não Atribuído        | Eleonora Karpukhova  | Olga Monakh          | Ketevan Sepashvili |
|      | 5º Prémio            | 6º Prémio            | 7º Prémio            |                    |
|      | Maria Massytcheva    | Bei-Lin Han          | Tristan Pfaff        |                    |
| 2007 | 1º Prémio            | 2º Prémio (Ex aequo) | 3º Prémio            | 4º Prémio          |
|      | Não Atribuído        | Dmytro Onyschenko    | Não Atribuído        | Lilit Grigoryan    |
|      |                      | Yung Wook Yoo        |                      |                    |
|      | 5º Prémio (Ex aequo) | 6º Prémio            |                      |                    |
|      | Szczepan Konczal     | Andreas König        |                      |                    |
|      | Inesa Synkevich      |                      |                      |                    |
| 2010 | 1º Prémio            |                      |                      |                    |
|      | Lilian Akopova       |                      |                      |                    |